# W Awards
Die W Awards sind eine Reihe von Auszeichnungen der britischen Zeitschriften The Architectural Review und The Architects’ Journal. Sie werden für außergewöhnliche Arbeiten von Frauen und nicht-binären Personen im Bereich Architektur verliehen. Bis 2019 waren sie bekannt unter dem Namen Women in Architecture Awards.

## Preise
Die Preise werden national und international an Architektinnen vergeben, um durch die Würdigung von Qualitätsdesign weltweit die Position von Frauen zu stärken und mit der Förderung von Vorbildern für junge Architektinnen einen Wandel in der Architekturbranche zu fördern.
Unterstützt wird die Preisverleihung durch renommierte Architekturbüros wie Zaha Hadid Architects, Foster + Partners oder Grimshaw.
- Jane-Drew-Preis (Jane Drew Prize): Benannt nach einer der führenden Stadtplaner und Architekten der Moderne Jane Drew, die sich schon früh zur Fürsprecherin von Frauen in einem männerdominierten Beruf machte. Mit dem Preis wird eine langjährige Karriere gewürdigt, die zu einer sichtbaren Stellung der Frau in der Architektur beigetragen hat. Er wurde erstmals 1998 verliehen. Er wurde dann wieder eingestellt. 2012 erhielt Zaha Hadid den Preis. Er wird seit 2012 jährlich vergeben.[4]
- Architektin des Jahres (Woman architect of the year): Ehrung einer Architektin für ein kürzlich abgeschlossenes Projekt. Verliehen zwischen 2012 und 2019.
- Moira-Gemmill-Preis für Nachwuchsarchitektinnen (Moira Gemmill Prize for Emerging Architecture): benannt nach Moira Gemmill, der ehemaligen Designdirektorin des Victoria & Albert Museum. Als solche war sie für die architektonische Modernisierung und Neugestaltung des Museums zuständig. Der Preis wird seit 2012 international ausgerufen und an eine junge Architektin verliehen. Damals hieß er noch Emerging Woman Architect of the Year.[5]
- Ada-Louise-Huxtable-Preis (Ada Louise Huxtable Prize): Benannt nach der amerikanischen Architekturkritikerin Ada Louise Huxtable. Mit dem Preis werden Einzelbeiträge im erweiterten Bereich der Architektur gewürdigt, die einen wesentlichen Beitrag zum Bau der Umwelt geleistet haben. Er wurde 2015 zum ersten Mal verliehen.
- MJ-Long-Preis für herausragende Leistungen im Beruf (MJ Long Prize for Excellence in Practice): Zu Ehren von Mary Jane Long wird der Preis seit 2020 für herausragende Leistungen von britischen Architektinnen verliehen.[5]

## Preisträgerinnen
|      | Jane-Drew-Preis                     | Architektin des Jahres                                              | Moira-Gemmill-Preis für Nachwuchsarchitektinnen (bis 2015: Nachwuchsarchitektin des Jahres)       | Ada-Louise-Huxtable-Preis | MJ-Long-Preis für herausragende Leistungen im Beruf        |
| ---- | ----------------------------------- | ------------------------------------------------------------------- | ------------------------------------------------------------------------------------------------- | ------------------------- | ---------------------------------------------------------- |
| 1998 | Kathryn Gustafson                   |                                                                     |                                                                                                   |                           |                                                            |
| 2012 | Zaha Hadid                          | Michal Cohen und Cindy Walters                                      | Hannah Lawson / Auszeichnung für Nathalie Rozencwajg                                              |                           |                                                            |
| 2013 | Eva Jiřičná                         | Alison Brooks                                                       | Olga Felip                                                                                        |                           |                                                            |
| 2014 | Kathryn Findlay                     | Francine Houben                                                     | Julia King                                                                                        |                           |                                                            |
| 2015 | Yvonne Farrell und Shelley McNamara | Teresa Borsuk                                                       | Tatiana von Preussen, Catherine Pease und Jessica Reynold                                         | Jane Priestman            |                                                            |
| 2016 | Odile Decq                          | Jeanne Gang / Arcus Center                                          | Gabriela Etchegaray Cerón                                                                         | Julia Peyton-Jones        |                                                            |
| 2017 | Denise Scott Brown                  | Gabriela Carrillo / Strafgerichtshof in Pátzcuaro, Mexiko           | Rozana Montiel                                                                                    | Rachel Whiteread          |                                                            |
| 2018 | Amanda Levete                       | Sandra Barclay / Museo de Paracas                                   | Gloria Cabral                                                                                     | Madelon Vriesendorp       |                                                            |
| 2019 | Elizabeth Diller                    | Sheila O’Donnell / Neubau der Central European University, Budapest | Xu Tiantian                                                                                       | Hélène Binet              |                                                            |
| 2020 | Yasmeen Lari                        |                                                                     | Francesca Torzo                                                                                   | Beatriz Colomina          | Tracy Meller / Centre Building, London School of Economics |
| 2021 | Kate Macintosh                      |                                                                     | Ariadna Artigas, Anna Clemente, Eulàlia Daví, Cristina Gamboa, Laura Lluch und Núria Vila (Lacol) | Lesley Lokko              | Alice Brownfield / Kiln Place                              |
| 2022 | Farshid Moussavi                    |                                                                     | Swati Janu                                                                                        | Mona Hatoum               | Fiona Monkman / Centurion Close                            |
| 2023 | Kazuyo Sejima                       |                                                                     | Viviana Pozzoli                                                                                   | Phyllis Lambert           | Kirsten Gabriëls Webb                                      |
| 2024 | Iwona Buczkowska                    |                                                                     |                                                                                                   | Angela Davis              |                                                            |

## Artikel zu Genderfragen in der Architektur
- Pol Esteve Castellò: Beyond categorisation: re-learning architecture’s rigid classifications through gender theory. The Architectural Review, 5. Mai 2023, abgerufen am 4. Februar 2024 (englisch).
- Unbound expressions: towards a queer urbanism. The Architectural Review, abgerufen am 4. Februar 2024 (englisch).
- Jessica Andrews: A woman seeks room in London. The Architectural Review, abgerufen am 4. Februar 2024 (englisch).
- Monograph on the delightful paradoxes of gender in architecture. The Architectural Review, 6. April 2023, abgerufen am 4. Februar 2024 (englisch).
- Inter section: systemic inequalities in architecture. The Architectural Review, abgerufen am 4. Februar 2024 (englisch).